# Der Neue Club

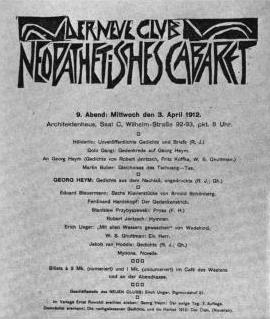
Convite do Neue Club para o Neopathetisches Cabaret

Der Neue Club  ("O Novo Clube") foi um círculo literário alemão fundado em 1909 por Kurt Hiller e Erwin Loewenson, adscrito à literatura expressionista.
Reuniam-se no Neopathetisches Cabaret de Berlim, onde se realizavam leituras de poesia e se davam conferências. Após a morte em 1912 do escritor Georg Heym as suas atividades decaíram notavelmente.
Mais tarde, Hiller, por desavenças com Loewenson, separou-se do grupo e fundou o cabaré literário GNU (1911), que desempenhou o papel de plataforma para difundir a obra de jovens escritores.